# Esquimina
La esquimina o eskimina es un glucósido de la umbeliferona con fórmula C15H16O8.